# Председнички избори у САД 1976.
Председнички избори у САД-у 1976. су се одвили 2. новембра 1976. Такмичили су се тадашњи актуелни председник Џералд Форд и гувернер Џорџије Џими Картер. Картер је тесно победио у изборима након што је освојио 23 државе + дистрикт Колумбије, што се превело у 297 изборничких гласова, док је Форд победио у већем броју држава, 27.

## Главни кандидати
| Lp. | Слика | Име         | Слика | Кандидат за потпредседника | Странка               |
| --- | ----- | ----------- | ----- | -------------------------- | --------------------- |
| 1.  |       | Џими Картер |       | Волтер Мондејл             | Демократска странка   |
| 2.  |       | Џералд Форд |       | Боб Дол                    | Републиканска странка |

## Резултати
| Кандидат          | Странка                 | Гласови    | Гласови  | Изборници |
| Кандидат          | Странка                 | Број       | Проценат | Изборници |
| ----------------- | ----------------------- | ---------- | -------- | --------- |
| Џими Картер       | Демократска странка     | 40.831.881 | 50,08%   | 297       |
| Џералд Форд       | Републиканска странка   | 39.148.634 | 48.02%   | 240       |
| Роналд Реган      | Републиканска странка   | —          | —        | 1         |
| Евген Макарти     | Независан               | 744.763    | 0,91%    | 0         |
| Роџер Мекбрајд    | Либертаријанска странка | 172.557    | 0,21%    | 0         |
| Лестер Мадокс     | Америчка независна      | 170.373    | 0,21%    | 0         |
| Томас Џ, Андерсон | Америчка                | 158.724    | 0,19%    | 0         |
| Остали кандидати  | Остали кандидати        | 313.848    | 0,38%    | 0         |
| Укупно            | Укупно                  | 81.540.780 | 100%     | 538       |